# Solidarité – Le peuple avant le profit
Solidarité – Le Peuple avant le profit (en anglais : Solidarity–People Before Profit, en irlandais : Dlúthphartíocht–Pobal Roimh Bhrabús) est une alliance électorale irlandaise, créée en 2015.

## Historique
Elle a été formée en 2015 par l'alliance de deux partis politiques de gauche socialiste : Solidarity et Le Peuple avant le profit (PBP). Solidarity était par ailleurs connu sous le nom d'Alliance anti-austérité (AAA) jusqu'en 2017. Cette alliance a remplacé l'AAA et le PBP dans le registre officiel des partis politiques irlandais. Cependant, chaque parti conserve son organisation et son identité propre. Le PBP conserve également son enregistrement en Irlande du Nord.
L’alliance a été créée dans le but d’obtenir davantage de temps de parole pour les membres qui le composent au Dáil Éireann à la suite des élections générales irlandaises de 2016. L'alliance électorale entre le PBP et Solidarité soutient l'anticapitalisme, le socialisme démocratique et l'écosocialisme, et encourage la réunification de l'Irlande par le biais d'une fédération européenne socialiste,.

## Résultats électoraux

### Dáil Éireann
| Année | Sièges  | Rang | Voix   | %   | Gouvernement |
| ----- | ------- | ---- | ------ | --- | ------------ |
| 2016  | 6 / 158 | 5e   | 84 168 | 3,9 | Opposition   |
| 2020  | 5 / 160 | 7e   | 57 420 | 2,6 | Opposition   |
| 2024  | 3 / 174 | 9e   | 62 481 | 2,8 | Opposition   |